# Pedrinho (Fußballspieler, 1976)
1. WEITERLEITUNG José Pedro Santos